# Іркутський тролейбус
Іркутський тролейбус (рос. Иркутский троллейбус) — тролейбусна мережа, що діє у місті Іркутськ, Іркутська область, Росія. Введена в дію 4 листопада 1970.

## Лінії
Станом на вересень 2020 року в Іркутську було 10 тролейбусних ліній.
| Лінія | Маршрут                                  |
| ----- | ---------------------------------------- |
| 1     | Мкр. Сонячний — вул. Жуковського         |
| 3     | Мкр. Сонячний ↔ пр. Марата               |
| 4     | вул. Свердлова ↔ Аеропорт                |
| 5     | мкр. Університетський ↔ вул. Свердлова   |
| 6     | вул. Жуковського ↔ Аеропорт              |
| 7     | вул. Свердлова ↔ m/r Pierwomajskij       |
| 7k    | вул. Маршала Конєва ↔ мкр. Первомайський |
| 8     | вул. Свердлова ↔ мкр. Ювілейний          |
| 10    | вул. Волзька ↔ вул. Маршала Конєва       |
| 10k   | вул. Маршала Конєва ↔ мкр. Ювілейний     |

## Парк
Станом на 8 вересня 2020 р.
| Фото                | Тип                 | Експлуатується з    | Кіл-сть |
| ------------------- | ------------------- | ------------------- | ------- |
| bezramki            | WMZ-5298.00         | 2004                | 33      |
|                     | WMZ-5298.01         | 2018                | 14      |
| bezramki            | Trolza-5265.00      | 2011                | 9       |
|                     | LiAZ-5280           | 2009                | 8       |
| bezramki            | WMZ-170             | 2017                | 6       |
| bezramki            | ST-682G             | 2007                | 6       |
| bezramki            | ZiU-682G            | 2005                | 5       |
| Загальна кількість: | Загальна кількість: | Загальна кількість: | 81      |